# Carel Jozeph Grips
Carel Jozeph Grips, ook Charles Joseph Grips, (Grave, 22 november 1825 – Vught, 18 november 1920) was een Nederlandse schilder, tekenaar en lithograaf.

## Leven en werk
Grips was een zoon van Johannes Hubertus Grips en Gertruijda Cruijsen. Hij trouwde in 1867 met Hermina Maria Johanna Jacoba Gerdessen, uit dit huwelijk werden de schilders Ernest en Frits Grips geboren.
Grips vertrok in 1837 naar Antwerpen, waar hij studeerde aan de Koninklijke Academie voor Schone Kunsten. Hij werd vervolgens een leerling van Jan Hendrik van Grootvelt. Grips gaf zelf les aan zijn zoons Ernest en Frits Grips en Antoon van Welie. Hij woonde afwisselend in Nederland en België, tot hij zich in 1881 in Vught vestigde. Hij schilderde en lithografeerde genrestukken, vooral (keuken)interieurs, in de stijl van 17e-eeuwse schilders als Pieter de Hooch.
Grips overleed kort voor zijn 95e verjaardag.

## Schilderijen

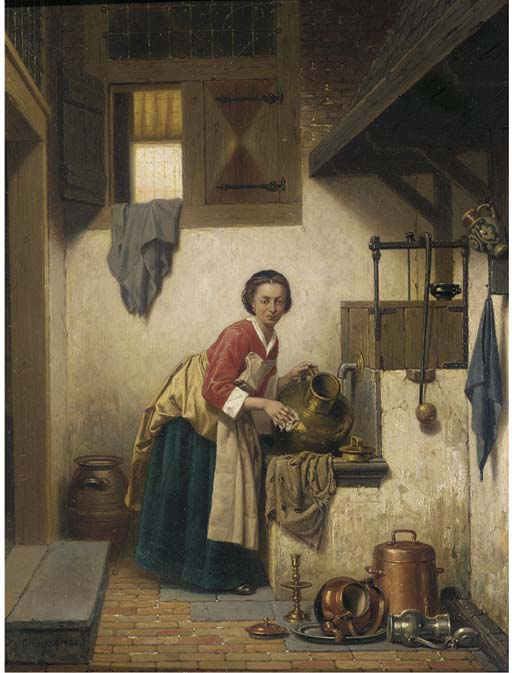
Ik ben zo klaar met schuren (1866)
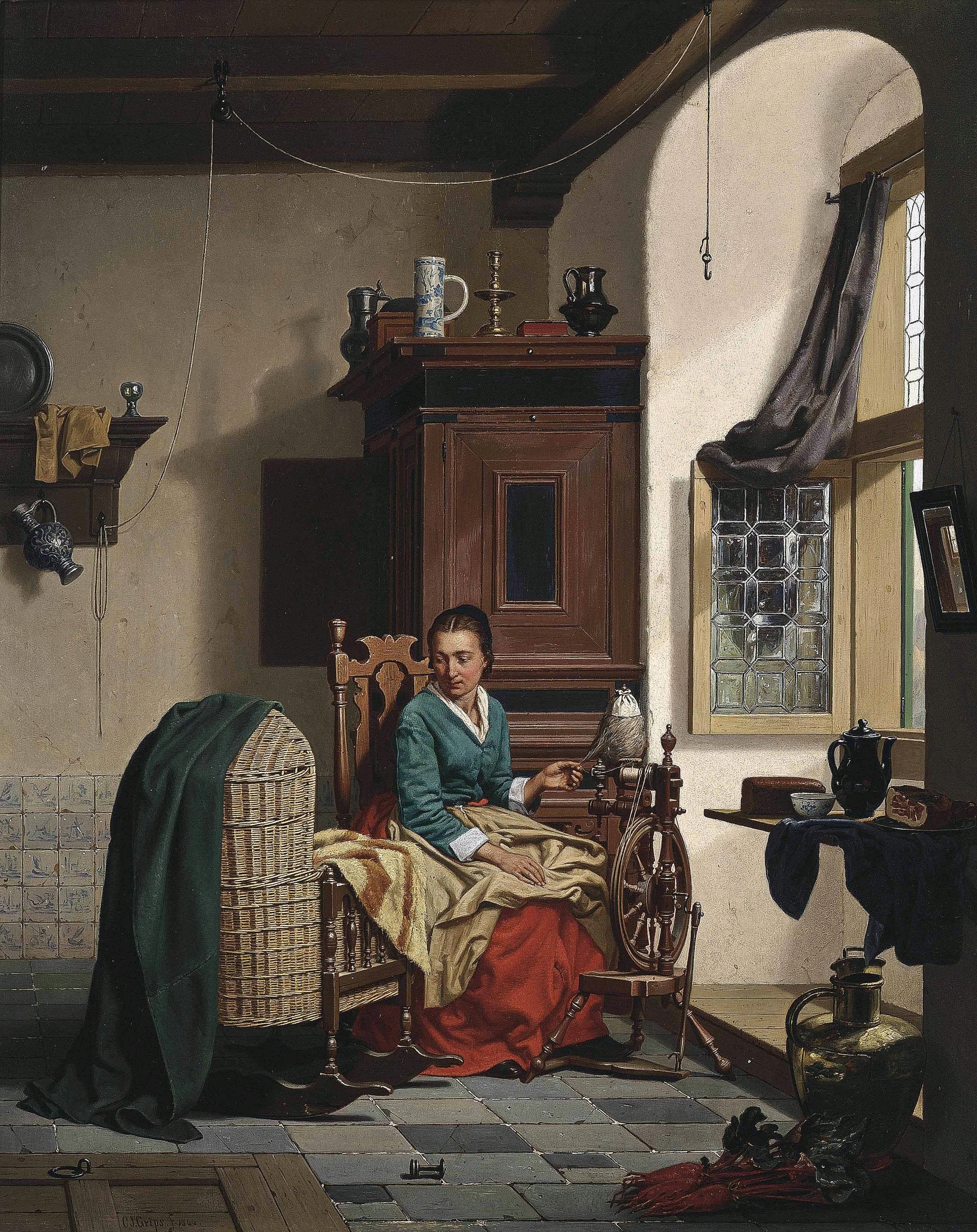
Spinsters favoriet (1866)
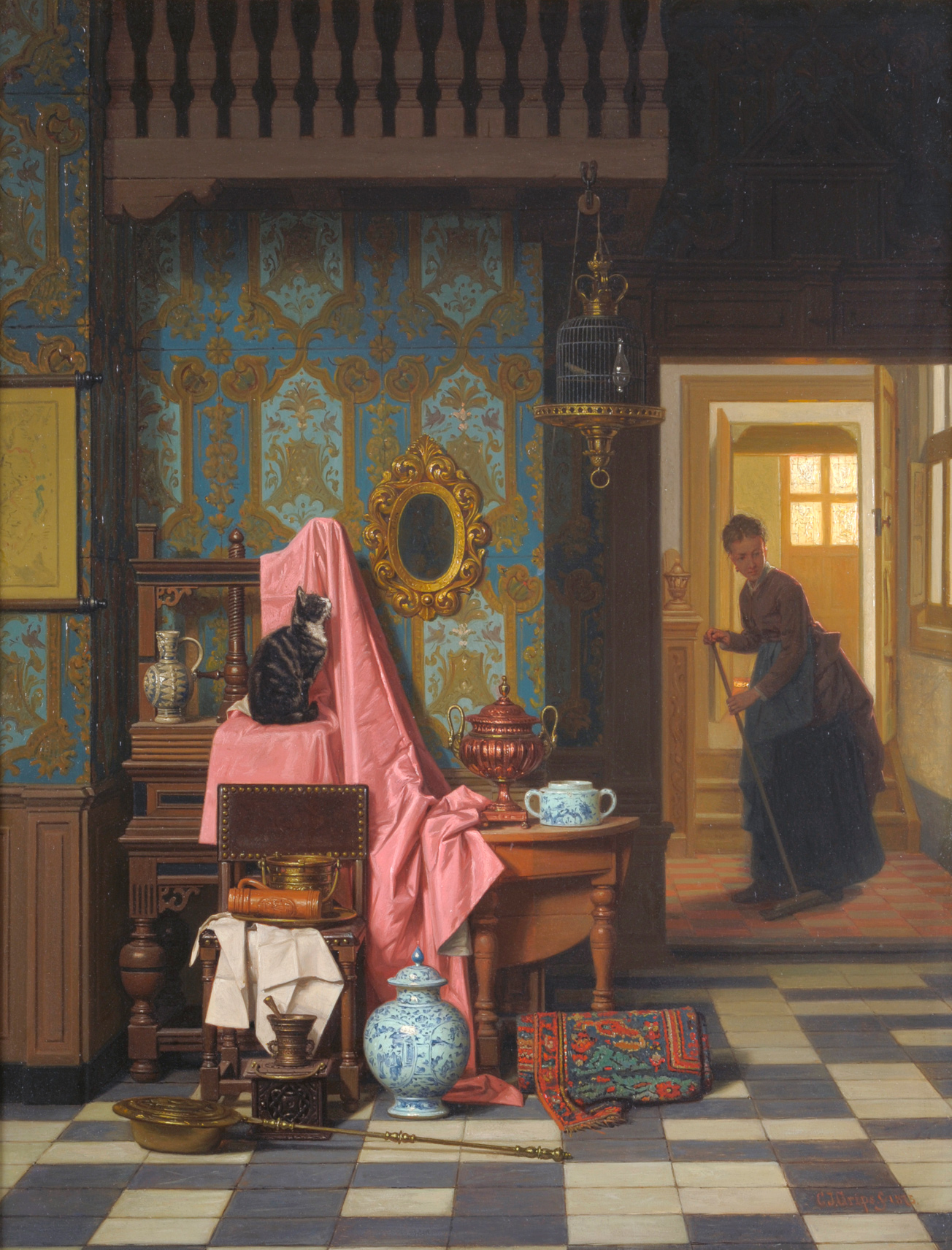
Gelegenheid maakt de dief (1875)